# 江杨北路
江杨北路是中华人民共和国346国道的一部分，同时北段是上海市103乡道，位于上海市宝山区，南起江杨北路蕰藻浜桥，北至月罗公路蕰川公路路口，总长9.2公里。2017年三季度，江杨北路改建工程工程全面开工。改建後江杨北路成為双向8车道道路。2019年元旦前夕，江杨北路的宝杨路以南路段正式开放。

## 相交的道路
（由南至北）
- 蕰藻浜
- 泰和路外环高速
- 莲花山路
- 水产路
- 宝杨路
- 镇泰路
- 友谊路
- 盘古路
- 湄浦河
- 白沙园路
- 湄浦路
- 富锦路
- 马路河
- 绥化路
- 四元路
- 北安路
- 发四路
- 徳都路
- 蕰川公路

## 经过的重要地点
- 察司古寺
- 中共上海市宝山区党校
- 白沙公园
- 江杨北路地铁站
- 宝山区人民法院月浦法庭